# ヴォート V-143
ヴォート V-143
V-143の原型となったV-141
- 用途：戦闘機
- 製造者：チャンス・ヴォート
- 運用者

  -  アメリカ合衆国 （陸軍航空隊）
  -  日本 （海軍、陸軍）
- 初飛行：1936年3月29日
- 生産数：1機
- 運用状況：退役

ヴォート V-143（Vought V-143）はチャンス・ヴォートが開発した試作戦闘機。

## 概要
1935年にノースロップ社は戦闘機XFTを基に引き込み式主脚を採用した戦闘機3Aを開発したが、ノースロップ 3Aはセバスキー P-35との競争に敗れた。チャンス・ヴォートは、ノースロップ 3AをV-141として買い取り、戦闘機V-143を開発した。1937年にアメリカ陸軍に売り込むため、設計がやり直された。この時、プラット・アンド・ホイットニー R-1535を搭載し、さらに戦闘機としての操作性を高めるため、胴体の延長とSB2U ビンディケーターを参考に尾部の変更がなされている。しかし、アメリカ陸軍はこれを採用しなかったため、長胴型の試作機1機が1937年に研究機として日本へ輸出された。
日本に輸入されたV-143は大日本帝国陸軍と大日本帝国海軍によって試験が行われ、格闘性能は九六式艦上戦闘機や九七式戦闘機に劣るとされたが、部分的な構造は後の機体の参考とされた。海軍における略符号は「AXV」。
第二次世界大戦の終結後、零式艦上戦闘機が当機のコピーであるという主張が広められた。1942年にアリューシャンで鹵獲した零式艦上戦闘機をヴォートの元エンジニアが一目見てほとんど同じ戦闘機であると述べた。しかし、調査が進むにつれ、この2つの戦闘機は機体下面を除いて類似点がなく、零式艦上戦闘機はV-143より1,000ポンドも重く、主翼や尾翼のデザインも異なる上、寸法が一回り大きかった。しかしながら、1937年7月に175,000ドルで日本に購入された際に、V-143の引き込み式主脚の構造やその他の艤装は、零式艦上戦闘機、九七式艦上攻撃機、一式戦闘機の設計に影響を与えたとされている。

## 諸元
- 全長：7.93 m
- 全幅：10.40 m
- 主翼面積：17.38 m2
- 自重：1,545 kg
- 全備重量：1,982 kg
- エンジン：プラット・アンド・ホイットニー R-1535 空冷複列星型14気筒（750 hp） × 1
- 最大速度：481 km/h
- 実用上昇限度：9,340 m
- 航続距離：1,529 km
- 武装：
7.7mm固定機関銃 × 2
爆弾136 kg
- 乗員：1名